# Walter Keller (Verleger)

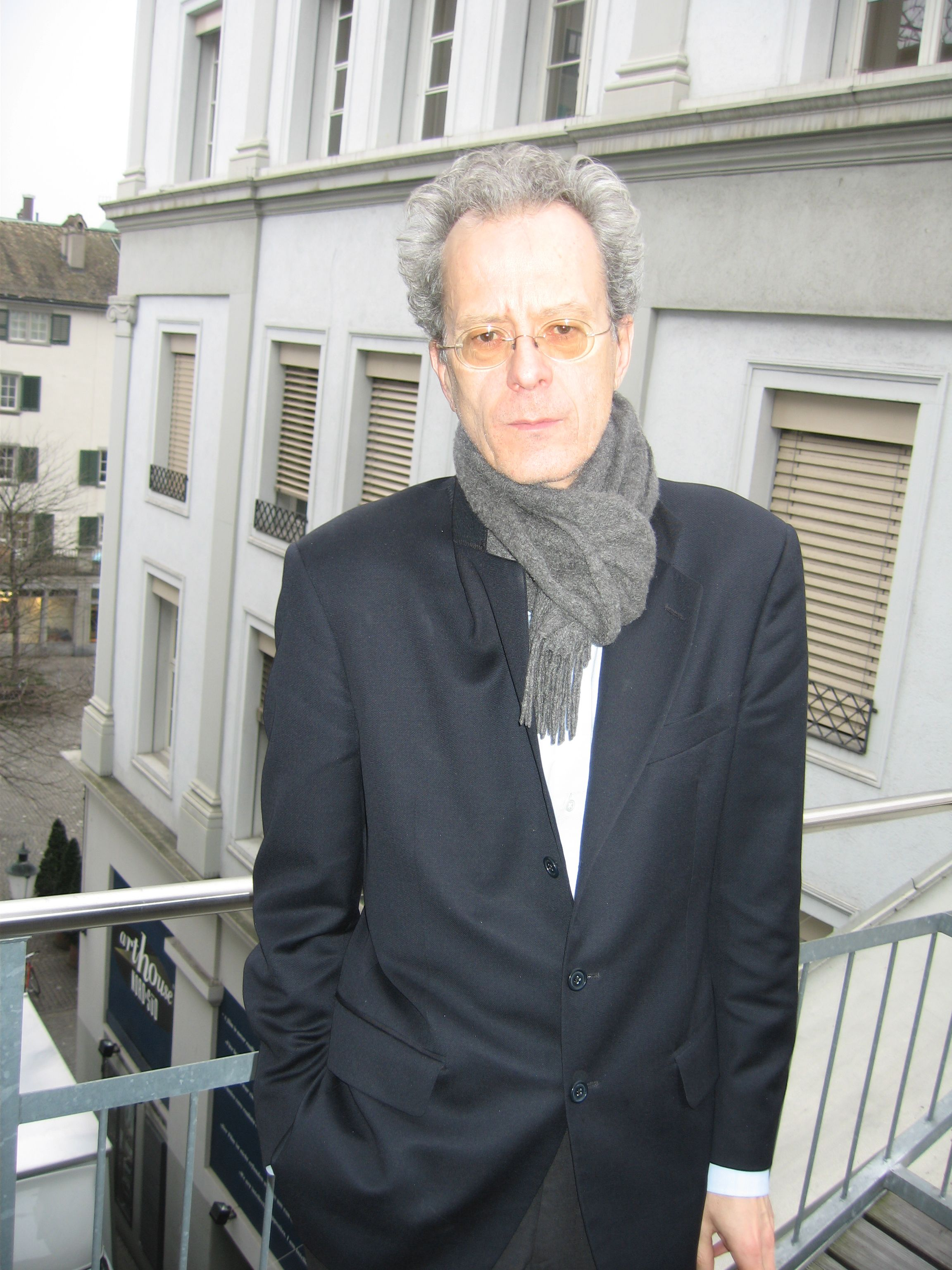
Walter Keller 2006 auf dem Balkon seines Scalo Verlags in Zürich

Walter Keller (* 27. Dezember 1953 in Uster; † 1. September 2014 in Zürich) war ein Schweizer Journalist, Verleger und Galerist.

## Leben
Walter Keller wurde 1953 in Uster als Sohn einer Italienerin und eines Schweizers geboren. Zwischen 1973 und 1978 studierte er in Zürich und an der Freien Universität Berlin Volkskunde, Linguistik und Germanistik. 1978 gründete er die Zeitschrift Der Alltag. Die Sensationen des Gewöhnlichen, mit der er das Alltagsleben in der Schweiz aufzeichnete. Mit Jacqueline Burckhardt, Bice Curiger und Peter Blum gründete er 1984 die Zeitschrift Parkett, die in Zürich und New York in deutscher und englischer Sprache erschien. Jede Ausgabe entstand in Zusammenarbeit mit einem oder mehreren Gegenwartskünstlern.
1991 initiierte Keller den Fotobuchverlag Scalo mit Buchladen und Galerie. Das Projekt musste allerdings 2006 Konkurs anmelden. Mit seinem Partner George Reinhart und Urs Stahel gründete er 1993 das Fotomuseum Winterthur, für dessen Trägerverein Keller die ersten Jahre als Stiftungsrat wirkte.
2008 war Keller von Januar bis August Chefredaktor der Kulturzeitschrift Du. Ausserdem arbeitete er Ende der 2000er-Jahre für die Fotogalerie Lumas. Ab 2010 betrieb er in Zürich die «Galerie Walter Keller».

## Auszeichnungen
- 2006: Heinrich-Wölfflin-Medaille der Stadt Zürich[3]

## Werke
- mit Gerhard Steidl und Karl Lagerfeld: Off the Record. Scalo, Zürich 1995, ISBN 978-1-8816-1637-5.
- Ein Tag im Leben von: Porträts aus über zwanzig Jahren. Salis Verlag, 2007, ISBN 978-3-9058-0105-7.
- Collecting fine art. teNeues, Kämpen 2011, ISBN 978-3-8327-9529-0.
- Hrsg.: Kapital: Kaufleute in Venedig und Amsterdam. Ausstellung im Landesmuseum Zürich. Kein & Aber, Zürich 2012, ISBN 978-3-0369-5653-4.